# Ononis minutissima
Espèce
Statut de conservation UICN

 LC  : Préoccupation mineure
Ononis minutissima, la Bugrane très grêle, est une espèce de plantes à fleurs de la famille des Fabaceae. C'est une plante herbacée méditerranéenne que l'on peut trouver au nord jusqu'aux Hautes-Alpes.

## Statuts de protection, menaces
L'espèce n'est pas encore évaluée à l'échelle mondiale et européenne par l'UICN. En France elle est classée comme non préoccupante 
Toutefois localement l'espèce peut se raréfier : elle a disparu en Basse-Normandie ; elle est considérée vulnérable (VU) en Corse. Elle est protégée dans le Nord-Pas-de-Calais ainsi qu'en Alsace.